# Алтиволе
Алтѝволе (на италиански: Altivole; на венециански: Intiółe, Интиоле) е градче и община в Северна Италия, провинция Тревизо, регион Венето. Разположено е на 88 m надморска височина. Населението на общината е 6720 души (към 2010 г.).